# Субсидируемая юридическая помощь
Субсидируемая юридическая помощь — вид профессиональной юридической помощи, оказываемой лицу в определённых законодательством случаях полностью или частично за счёт государства.
Для характеристики системы субсидируемой юридической помощи можно выделить следующие элементы:
Получатели субсидируемой юридической помощи:
- уязвимые социальные группы, нуждающаяся в защите со стороны государства (страдающие психическими расстройствами, малоимущие, инвалиды, дети без попечения родителей и т. п.);
- лица, оказавшиеся в правовой ситуации, связанной с ограничениями основных прав и свобод (подозреваемые и обвиняемые в совершении преступлений, лица, подлежащие депортации и т. п.);
- потерпевшие от преступлений;
- лица, способности которых противостоять при рассмотрении спора явно не соответствуют возможностям оппонента (частное лицо против корпорации).

Субъекты, на которого может быть возложена обязанность по оказанию субсидируемой юридической помощи (провайдеры) подразделяются на:
- частные — индивидуальные профессионалы и организации, действующие на рынке юридических услуг, характеризуются наличием механизмов самоуправления и собственной материально-технической инфраструктуры;
- сеть специально созданных государственных юридических бюро — создаются и финансируются за счёт государства, обеспечивая оказание помощи всем тем, кто имеет право претендовать на её получение за счёт государства;
- общественные организации и иные некоммерческие структуры — создаются, как правило, за счёт благотворителей и волонтёров. Помимо субсидируемой юридической помощи зачастую выполняют функции, для которых оказание юридических услуг является одной из составляющих (оказание помощи неблагополучным социальным группам и т. п.).

Объём оказываемой юридической помощи:
- консультирование;
- составление юридически значимых документов;
- представление интересов во взаимоотношениях с государственными органами и судах;
- осуществление сбора доказательств

Объём субсидирования:
- полный;
- частичный.